# Dolina Sucha Chłabowska
Dolina Sucha – dolina reglowa w polskich Tatrach Zachodnich. Taka jest prawidłowa nazwa, trzeci człon nazwy (Chłabowska) został dodany tylko dla odróżnienia od innych Dolin Suchych. Jest to niewielka dolinka opadająca z Przełęczy między Kopieńcami (1109 m) w północnym (z odchyleniem na wschód) kierunku. Ma około 1 km długości i około 200 m poniżej drogi Oswalda Balzera uchodzi do Dolinki Chłabowskiej, stanowiąc jej zachodnią odnogę. Ten ostatni jej odcinek znajduje się już w Rowie Podtatrzańskim, gdyż północną granicę Tatr prowadzi się tutaj umownie wzdłuż Drogi Oswalda Balzera. Niektórzy jednak prowadzą granicę inaczej (ścinając zakręty), tak więc według tych kryteriów cała dolinka znajduje się w obrębie Tatr.
Najwyższą częścią dolinki jest Polana między Kopieńcami. Jest pochyła, nachylona ku północy i od czasu zaprzestania wypasu zarasta lasem. Poniżej Polany między Kopieńcami Sucha Dolina zamienia się w wąski jar, który niżej znów nieco rozszerza się. Na rozszerzeniu tym znajduje się długa i wąska polana Sucha Dolina. Obydwie te polany dawniej należały do Hali Kopieniec. Poza tymi zarastającymi polankami cały obszar Suchej Doliny jest zalesiony i – jak wskazuje nazwa – suchy, tzn. brak w niej stałego potoku. Wody dnem doliny spływają tylko po większych opadach lub gwałtownych roztopach.
Brak w niej znakowanych szlaków turystycznych, istnieje natomiast gęsta sieć dróg i ścieżek, którymi chodzą i jeżdżą głównie robotnicy leśni i pracownicy Tatrzańskiego Parku Narodowego, na terenie którego znajduje się cała dolinka (łącznie z wylotem poniżej Drogi Oswalda Balzera).